# Athérure malais
Atherurus macrourus
Espèce
Synonymes
- Atherurus assamensis Thomas, 1921
- Hystrix macroura (Linnaeus, 1758)
- Hystrix macrourus Linnaeus, 1758

Statut de conservation UICN

 LC  : Préoccupation mineure
L'Athérure malais (Atherurus macrourus), appelé aussi Athérure à longue queue,, est une espèce de mammifères, un porc-épic à queue en brosse de la famille des Hystricidae. Ce  porc-épic se rencontre dans un large partie de l'Asie, allant du sud du Golfe de Thaïlande jusqu'aux contreforts de l'Himalaya au nord et du Bangladesh, à l'ouest, jusqu'en Chine.

## Description
Le porc-épic athérure malais est près de deux fois plus petit que le porc-épic de Malaisie : il mesure de 34,5 à 52,5 cm de long, tête et corps inclus, mais a en plus une longue queue de 13,9 à 22,8 cm de long.

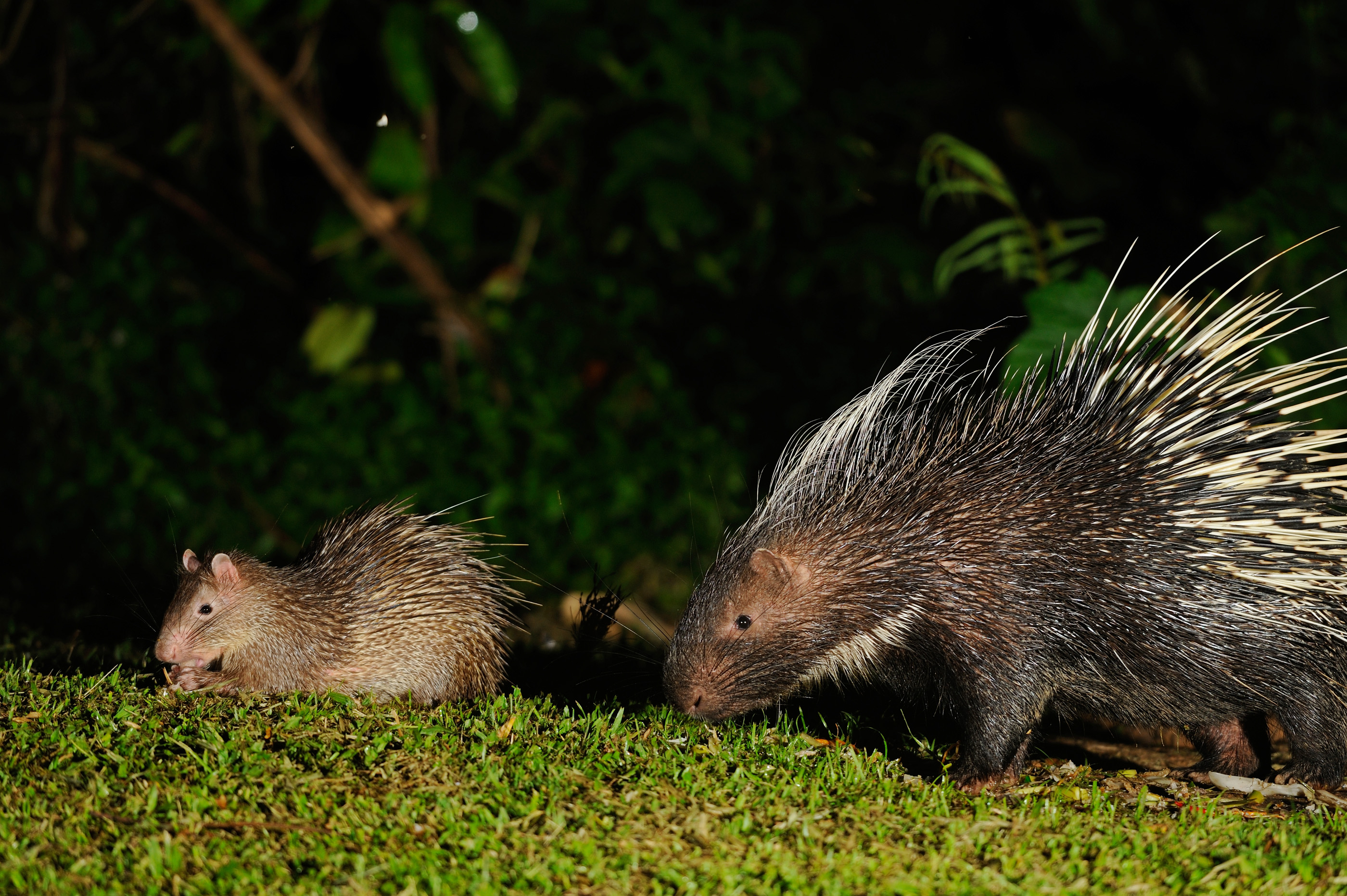
Athérure malais à gauche et porc-épic de Malaisie à droite, parc national de Kaeng Krachan, Thaïlande

C'est un animal terrestre qui vit à plusieurs, jusqu'à trois individus, dans un terrier, creusé au sein des forêts de montagnes tropicales et subtropicales, de préférence dans un sous-bois dense.
A près une période de gestation de 100 à 110 jours, la femelle donne naissance deux fois par an à un seul petit.

## Répartition
On le trouve ainsi en Chine, Inde, Laos, Malaisie, Myanmar, Thaïlande, Vietnam, etc. Bien qu'ils n'y soient pas en danger, le nombre de ces animaux tend à diminuer par perte de leur habitat, conquis sur la forêt pour les besoins de l'agriculture itinérante.

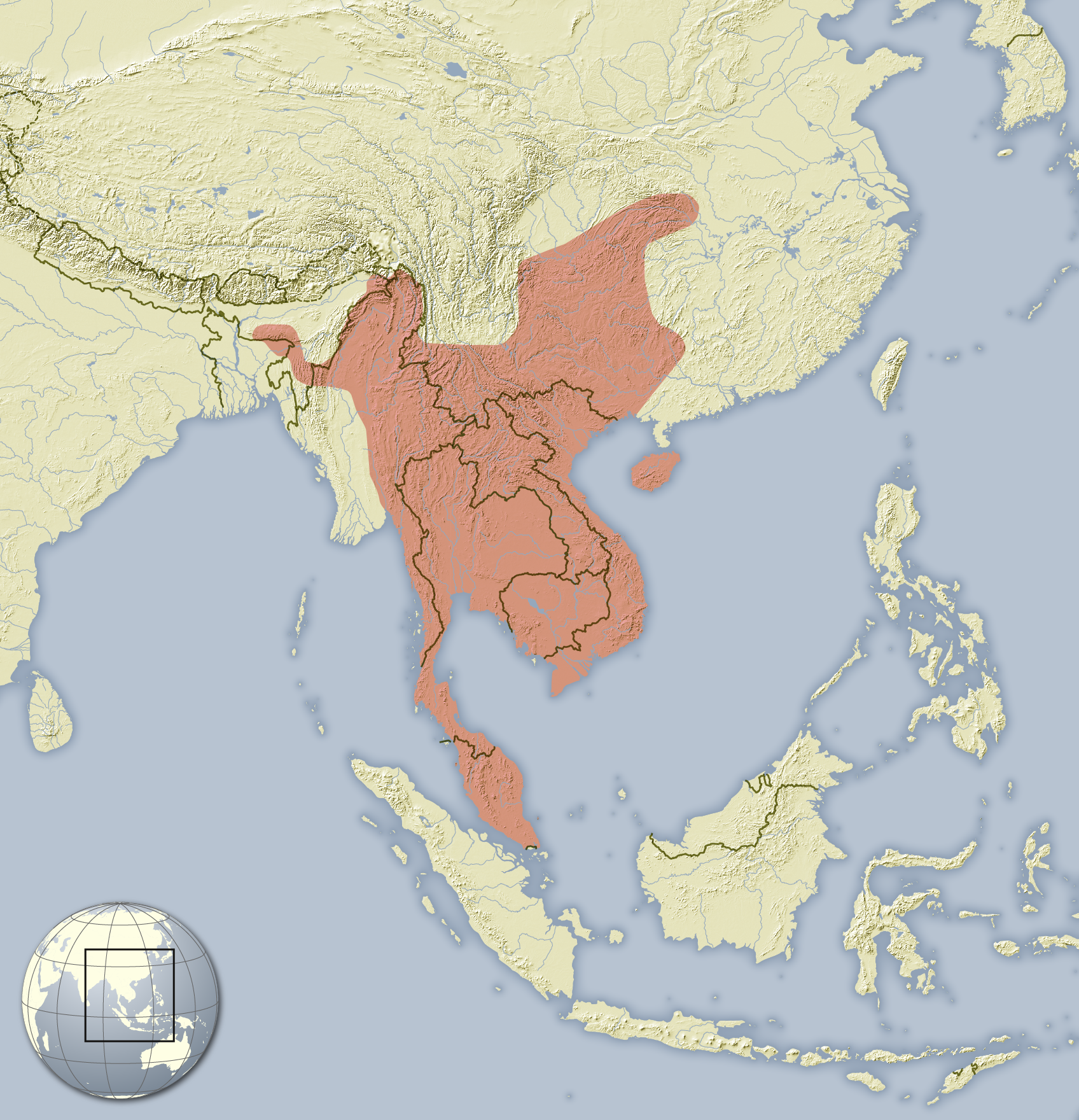
Aire de répartition de l'athérure malais

## Classification
Cette espèce a été décrite pour la première fois en 1758 par le naturaliste suédois Carl von Linné (1707-1778), sous le nom scientifique de Hystrix macrourus.
Elle admet plusieurs synonymes :
- Atherurus assamensis Thomas, 1921
- Hystrix macroura (Linnaeus, 1758)
- Hystrix macrourus Linnaeus, 1758